# 锁阳城镇
锁阳城镇，是中华人民共和国甘肃省酒泉市瓜州县下辖的一个乡镇级行政单位。

## 行政区划
锁阳城镇下辖以下地区：
农丰村、中渠村、新沟村、常乐村、南坝村、堡子村、北桥子村和东巴兔村。